# Katastrofa kolejowa w Żurawicy
Katastrofa kolejowa w Żurawicy – zderzenie dwóch pociągów, do którego doszło 10 września 2000 roku o godzinie 21:49 na odcinku Przemyśl–Jarosław w pobliżu stacji Żurawica Rozrządowa. W jego wyniku śmierć poniosły dwie osoby, a siedem osób odniosło obrażenia.
Do katastrofy doszło na skutek czołowego zderzenia pociągu osobowego relacji Przemyśl–Rzeszów z pociągiem towarowym relacji Zebrzydowice–Medyka. Pociąg osobowy został skierowany przez pijanych pracowników nastawni na tor, którym jechał z naprzeciwka pociąg towarowy. W wyniku zderzenia uszkodzeniu uległy obie lokomotywy, a pierwszy wagon w składzie pociągu osobowego został zgnieciony i przełamany. Na miejscu zginęło dwóch pasażerów – żołnierzy służby zasadniczej z jednostki w Żurawicy w wieku 20 i 21 lat, którzy jechali na przepustkę; w chwili wypadku znajdowali się w przedziale kierownika pociągu, gdzie prawdopodobnie kupowali bilety. Obrażenia odnieśli: kierownik pociągu, obaj maszyniści, konduktor oraz trzech pasażerów.
Po wypadku policjanci zatrzymali dwóch pracowników jednej z nastawni kolejowych. Po zbadaniu przy użyciu alkomatu u dyżurnego ruchu wykryto 2,06 promila alkoholu w wydychanym powietrzu, a u nastawniczego 1,49 promila. Dwuosobowa załoga drugiej nastawni uciekła przed przybyciem funkcjonariuszy policji. Dyżurnego ruchu policjanci zatrzymali następnego dnia, stwierdzając u niego 0,97 promila alkoholu w organizmie. Drugi z pracowników nastawni zgłosił się sam do jednostki policji. Wszyscy zostali dyscyplinarnie zwolnieni z pracy i postawieni w stan oskarżenia. Śledczy ustalili to, że nastawniczy i pomocnik jednej z nastawni podali niepoprawny sygnał na semaforze dla pociągu osobowego. W rezultacie ten wjechał na tor dla niego nie przeznaczony. Ustalono również to, że urządzenia mechaniczne i oba składy biorące udział w katastrofie były sprawne. Straty oszacowano na łączną kwotę 1 150 000 zł.
Proces sprawców katastrofy rozpoczął się 10 maja 2001 roku w Sądzie Okręgowym w Rzeszowie, Wydziale Zamiejscowym w Przemyślu. Na ławie oskarżonych zasiedli:
- Józef W., dyżurny ruchu w nastawni (według oskarżyciela publicznego feralnej nocy pracował znajdując się w stanie nietrzeźwości).
- Edward K., pomocnik dyżurnego ruchu (on i Józef W. podali błędny sygnał wjazdu dla pociągu osobowego, przez co wjechał on na tor przeznaczony dla pociągu towarowego).

- Stanisław S. i Stanisław K., pracownicy drugiej nastawni (feralnej nocy, znajdując się w stanie nietrzeźwości, wykonywali oni czynności związane bezpośrednio z zapewnieniem bezpieczeństwa pociągów).

- Wiesław Ż., maszynista pociągu osobowego (w opinii prokuratora nie obserwował on z należytą starannością wskazań semafora i sposobu ułożenia szyn[7]).

W trakcie procesu Józef W. przyznał się do tego, że pracował znajdując się pod wpływem alkoholu, lecz winą za wypadek obarczał maszynistę Wiesława Ż. 9 stycznia 2002 roku sąd wydał nieprawomocny wyrok, według którego Józef W. został skazany na karę ośmiu lat pozbawienia wolności, a Edward K. na karę siedmiu lat pozbawienia wolności. Sąd uznał, że to popełniony przez nich błąd w sposób bezpośredni przyczynił się do zaistnienia katastrofy. Wiesław Ż. został skazany na karę dwóch lat pozbawienia wolności z warunkowym zawieszeniem wykonania kary na okres próby trzech lat. Stanisław S. i Stanisław K. zostali skazani na kary po jednym roku i sześć miesięcy pozbawienia wolności.
25 kwietnia 2002 roku Sąd Apelacyjny w Rzeszowie uznał, że apelacje wniesione przez obrońców zasługują na częściowe uwzględnienie i zmienił zaskarżony wyrok. Ostatecznie Józef W. został prawomocnie skazany na karę siedmiu lat pozbawienia wolności, a Edward K. na karę pięciu lat pozbawienia wolności. Obaj otrzymali również dziesięcioletni zakaz prowadzenia pojazdów i kierowania ruchem na kolei oraz musieli zapłacić nawiązki w wysokości 2500 zł. Maszyniście Wiesławowi Ż. obniżono wymiar kary do jednego roku  i sześciu miesięcy pozbawienia wolności z warunkowym zawieszeniem wykonania kary na okres próby dwóch lat. Stanisławowi K. i Stanisławowi S. zawieszono warunkowo wykonanie kar na okres próby dwóch lat. Obaj musieli zapłacić grzywnę w wysokości 2000 zł.